# ژوان ژورو
ژوان دانون ژورو-باژر (فرانسوی: Johan Danon Djourou-Gbadjere‎؛ زادهٔ ۱۰ مارس ۱۹۹۳) بازیکن فوتبال اهل ساحل عاج است.
از باشگاه‌هایی که در آن بازی کرده‌است می‌توان به آرسنال، بیرمنگام سیتی، هانوفر ۹۶، هامبورگ، آنتالیااسپور، اسپال و سیون اشاره کرد.
وی ۷۵ بازی ملی هم برای تیم ملی فوتبال سوئیس انجام داده‌است.